# Nævus géant congénital
 Mise en garde médicale

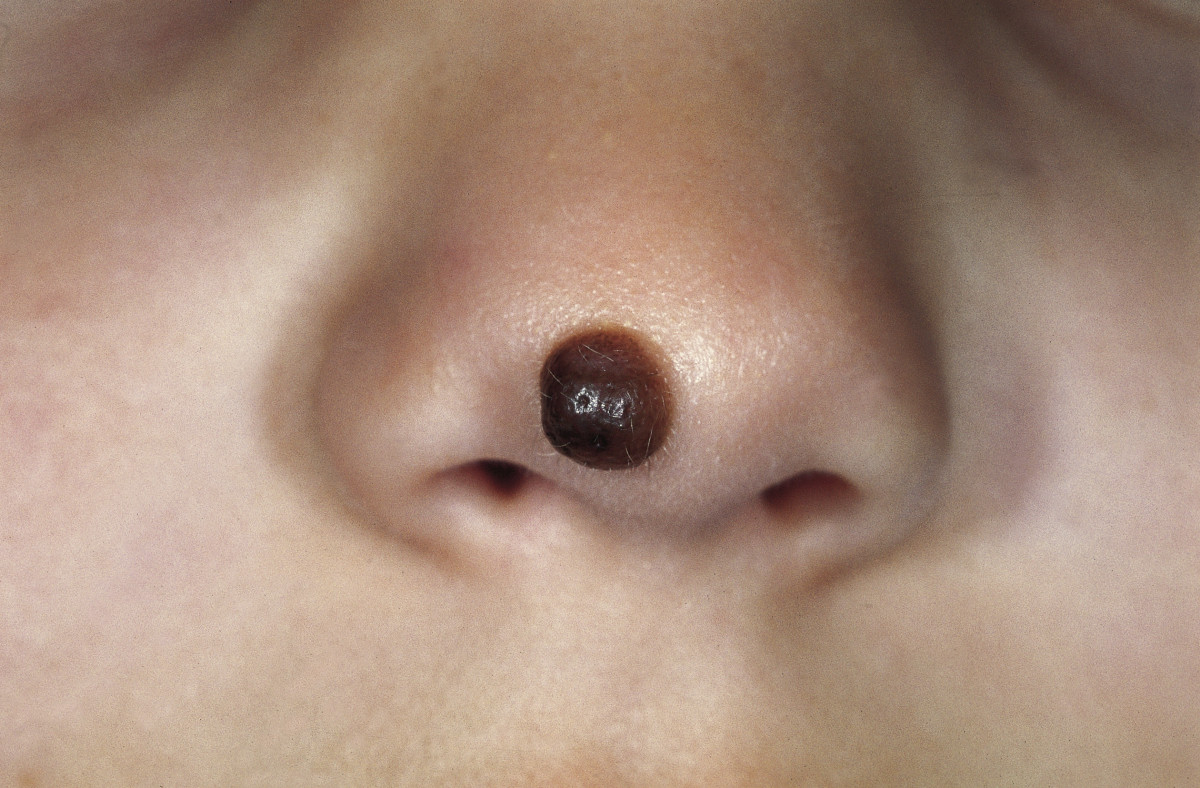
Petit nævus congénital

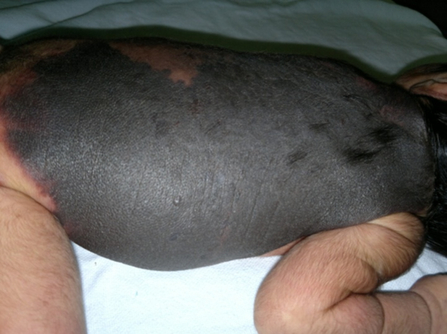
Nævus géant congénital

Un nævus congénital mélanocytaire est une lésion dermatologique présente dès la naissance chez des nouveau-nés.
- « nævus » est le mot technique que les médecins emploient pour décrire toute tache de la peau (pluriel : nævi, du grec par le latin) ;
- « congénital » puisque l’anomalie existe dès la naissance (à ne pas confondre avec génétique ou hérédité),
- « mélanocytaire » puisque dérivé des mélanocytes, l'un des types de cellules de la peau normale qui produit un pigment marron foncé, la mélanine.

Un nævus congénital mélanocytaire est une tumeur bénigne. Il est composé d’une très grande collection de cellules pigmentaires (mélanocytes) dans une zone délimitée de la peau. Les mélanocytes ont comme origine embryologique la crête neurale. Ces cellules migrent vers la peau et colonisent à peu près tous les tissus du corps.
Une fois arrivées dans la peau, normalement elles se distribuent d’une manière homogène et éparse. Leur fonction est de fabriquer et de distribuer de la mélanine à d’autres cellules de la surface de la peau, les kératinocytes, afin de les protéger contre les effets néfastes de la radiation ultraviolette du soleil. La quantité du pigment produite dépend du type de peau et de son exposition au soleil, mais la distribution normale des mélanocytes varie peu entre les individus.
Les nævi congénitaux en soi sont très fréquents et se trouvent chez plus d’un nouveau-né sur 100[réf. nécessaire]. Par contre, ils sont majoritairement petits — moins d’un centimètre de diamètre à la naissance. La fréquence des nævi congénitaux de plus en plus grands est décroissante : un nævus congénital « moyen » (de 1  à   10 cm[réf. nécessaire] de diamètre prédit à la taille adulte) ou « géant » (au-delà de 10 cm[réf. nécessaire] selon l’emplacement sur le corps) se trouve chez un nourrisson sur 1 000 à 20 000, respectivement. Les estimations épidémiologiques des plus grandes surfaces citent souvent un chiffre de 1 sur 500 000 naissances, mais il y a aujourd'hui peu de preuves soutenant ce chiffre et un registre international est en cours de création pour pallier le manque de données fiables sur cette question.

## Causes
Les nævi congénitaux sont des « erreurs de production » au cours de la vie utérine d’un enfant. Leurs causes ne sont pas entièrement connues, mais il s'agirait probablement d'une seule mutation acquise dans une cellule à partir de la fin du premier mois de grossesse ou plus tard.
Une hypothèse évoque que plus tôt la mutation a lieu, plus l'étendue du nævus sera grande et plus nombreux seront les autres petits nævi disséminés qui sont souvent constatés avec les nævi géants congénitaux. Ces petits nævi disséminés, aussi appelés « satellites », partagent le même patrimoine génétique,. Ils peuvent être présents dès la naissance ou sembler apparaître au cours des premières années de vie. Ceux-ci sont ainsi dénommés « tardifs » (tardive en anglais), mais ils sont également congénitaux de point de vue histologique. Le plus tard la mutation survient, le plus petit serait le nævus principal et le moins de nævi disséminés, et ceci jusqu'à la naissance, voire au-delà.
Tous les nævi mélanocytaires congénitaux sont le résultat d'une mutation ayant eu lieu après la fécondation dans une cellule de la crête neurale ou de son précurseur embryonnaire immédiat, dont les descendantes participeront à la formation du système nerveux central dans certains des cas (les plus rares), le système nerveux périphérique et les cellules pigmentaires (mélanocytes). Les mutations somatiques les plus fréquentes sont récurrentes dans d'autres pathologies, et se trouvent majoritairement dans le gène NRAS,,, suivi par le gène BRAF. Les nævi congénitaux de grande taille sont très exceptionnellement transmis au sein d'une même famille,, les mutations ne touchant pas en règle générale les cellules germinales.
Ces mutations induisent des changements biochimiques dans des protéines nécessaires à restreindre le nombre de mélanocytes générés à partir d’une seule cellule progénitrice initiale.

## Risques
Les principales complications d'un nævus géant congénital sont des nodules prolifératifs bénins, le mélanome malin, la mélanocytose neurocutanée, et d'autres types de tumeurs.
Les nodules sont relativement fréquents, mais le risque de mélanome malin et de mélanocytose neurocutanée est estimé entre 1 et 5 % des patients atteints de nævus géant congénital. Ce risque est moindre (à un degré encore inconnu) lorsque les nævi congénitaux sont de plus petite taille, de localisation principale sur le visage, les membres ou le ventre, et lorsque les nævi disséminés « satellites » sont moins de cinquante,.

## Mélanocytose neurocutanée
De même que le nævus est une accumulation anormale de cellules pigmentaires dans la peau, certaines personnes peuvent avoir une accumulation semblable à la surface du cerveau, où elle est appelée une mélanocytose intracrânienne. Cette situation apparaît généralement en même temps que des nævi sur la peau ; cette combinaison est appelée la mélanocytose neurocutanée.
Les mélanocytes intracrâniens (ou peut-être, des neurones faisant du pigment quand ils ne le font pas habituellement) peuvent être corrélés avec des atteintes fonctionnelles du cerveau. Les principaux problèmes qui peuvent en résulter sont les crises d’épilepsie, l’hydrocéphalie, ou des retards du développement. Les crises d’épilepsie peuvent survenir à n’importe quel âge, mais le plus souvent cela arrive dans les cinq premières années de vie. Chez un jeune enfant, une acquisition lente des stades de développement fournit un indice important ; chez l’enfant plus âgé ce sont des difficultés scolaires.
Les autres symptômes qui peuvent être provoqués par les mélanocytes intracrâniens comprennent le manque d’équilibre ou la maladresse, la marche continue sur la pointe des pieds, le manque du contrôle de la vessie au-delà de 6 ans. La grande variété de localisations possibles des mélanocytes entraîne une aussi grande variété de conséquences possibles. En dehors de la mélanocytose, diverses malformations cérébrales peuvent y être associées, comme par exemple la malformation de Dandy-Walker.
Avant le développement de l’imagerie cérébrale (notamment l'imagerie par résonance magnétique nucléaire ou IRM), il était impossible d’identifier les mélanocytes intracrâniens tant que la personne était en vie. Les mélanocytes intracrâniens sont assez fréquents ; environ 1 enfant sur 4 avec un nævus géant en aurait. Toutefois, il existe des formes asymptomatiques et ne modifiant pas l'espérance de vie. La détection des mélanocytes intracrâniens est bien meilleure avant l’âge de 6 mois, et nécessite un radiologue expérimenté.

## Traitements
Le traitement du nævus géant repose une surveillance dermatologique annuelle. Une exérèse chirurgicale peut parfois être recommandée.
Selon l'aspect visuel du nævus géant (sa pilosité, sa rugosité, son emplacement) et selon l'insertion sociale de la personne concernée, un suivi psychologique peut être bénéfique pour le patient comme pour sa famille,,.